# Vangelis
Vangelis (gr. Βαγγέλης), właśc. Ewangelos Odiseas Papatanasiu (gr. Ευάγγελος Οδυσσέας Παπαθανασίου; ur. 29 marca 1943 w Agrii koło Wolos, zm. 17 maja 2022 w Paryżu) – grecki kompozytor muzyki elektronicznej i filmowej.

## Życiorys

### Okres młodzieńczy
Vangelis urodził się 29 marca 1943 roku w Agrii koło Wolos, w Grecji. Edukację muzyczną rozpoczął w wieku 4 lat, a już w wieku 6 lat miał swój pierwszy publiczny występ, na którym prezentował własne kompozycje. Vangelis był w dużej części samoukiem – odmawiał pobierania lekcji gry na pianinie, a w ciągu swojej kariery nie zdobył formalnej wiedzy na temat notacji muzycznej. Uczył się muzyki poważnej, malarstwa i reżyserii filmowej na Akademii Sztuk Pięknych w Atenach.
We wczesnych latach sześćdziesiątych założył grupę Forminx, która stała się w Grecji bardzo popularna. W 1968 roku pod wpływem zamieszek studenckich w Grecji przeniósł się do Paryża, gdzie założył wraz z Demisem Roussosem i Loukasem Siderasem zespół Aphrodite’s Child (Dziecko Afrodyty). Grupa została rozwiązana w 1972 roku.

### Początek kariery solowej
Twórczość solową Vangelis rozpoczął pisząc muzykę do dwóch filmów Frederica Rossifa w 1973 roku. Pierwszym oficjalnym solowym albumem Vangelisa był Earth z 1974 roku. W tym okresie Vangelis odbywał też próby z zespołem Yes, do którego jednak nie dołączył. Zaprzyjaźnił się jednak z Jonem Andersonem, wokalistą zespołu, z którym później wielokrotnie współpracował.
Po przeprowadzce do Londynu Vangelis podpisał kontrakt z RCA Records, założył własne studio (Nemo Studios) i rozpoczął nagrywanie własnych albumów elektronicznych. Razem z Jonem Andersonem wydał w latach 80. i 90. kilka albumów jako Jon & Vangelis.

### Muzyka filmowa i sukces komercyjny

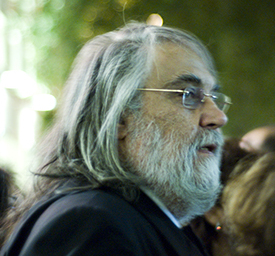
Vangelis na premierze filmu El Greco (2007).

W 1982 roku Vangelis dostał Oscara za muzykę do filmu Rydwany ognia. W tym samym roku rozpoczął współpracę z Ridleyem Scottem, co zaowocowało stworzeniem muzyki do filmów Łowca androidów i 1492. Wyprawa do raju. Vangelis jest również autorem muzyki do wielu filmów dokumentalnych Jacques’a Cousteau. 
Zasiadał w jury konkursu głównego na 44. MFF w Cannes (1991). W 1992 Francja uhonorowała go Orderem Sztuki i Literatury.
Wydana w 2001 roku Mythodea (pierwotnie napisana w roku 1993) została użyta przez NASA jako motyw marsjańskich misji kosmicznych. W roku 2004 został autorem ścieżki dźwiękowej do filmu „Aleksander”. Jest także twórcą hymnu piłkarskich mistrzostw świata, które odbyły się w 2002 roku w Korei i Japonii.

## Odznaczenia
- Kawaler Orderu Sztuki i Literatury (1992, Francja)
- Kawaler Legii Honorowej (2001, Francja)
- Komandor Orderu Sztuki i Literatury (2017, Francja)

## Twórczość Vangelisa

### Solowe płyty studyjne

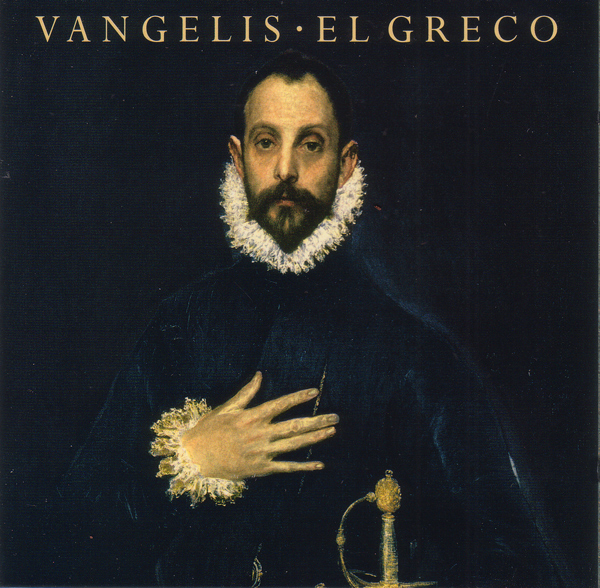
Okładka płyty El Greco, 1998.

- 1972 Fais Que Ton Rêve Soit Plus Long Que La Nuit
- 1973 Earth
- 1975 Heaven and Hell
- 1976 Albedo 0.39
- 1977 Spiral
- 1978 Beaubourg
- 1979 China
- 1980 See You Later
- 1984 Soil Festivities
- 1985 Invisible Connections
- 1985 Mask
- 1988 Direct
- 1990 The City
- 1995 Voices
- 1996 Oceanic
- 1998 El Greco
- 2001 Mythodea: Music for the 2001 NASA Space Mission
- 2016 Rosetta
- 2019 Nocturne: The Piano Album
- 2021 Juno to Jupiter

### Opublikowane płyty z muzyką filmową
- 1970 Sex Power
- 1973 L'Apocalypse des animaux
- 1975 Ignacio
- 1976 La Fête sauvage
- 1979 Opera Sauvage
- 1981 Chariots of Fire
- 1983 Antarctica

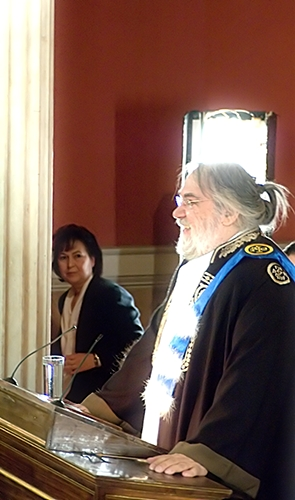
Vangelis Papatanasiu jako doctor honoris causa Uniwersytetu Narodowego im. Kapodistriasa w Atenach, 2008.

- 1992 1492: Conquest of Paradise – złota płyta w Polsce[3]
- 1994 Blade Runner
- 2004 Alexander
- 2007 El Greco
- 2007 Blade Runner Trilogy
- 2008 Świadectwo (wspólnie z Robertem Jansonem)

### Kompilacje solowe
- 1978 The Best of Vangelis
- 1982 To the Unknown Man
- 1985 Magic Moments
- 1989 Themes
- 1991 Greatest Hits
- 1995 Mundo Magico de Vangelis
- 1996 Portraits
- 2000 Reprise 1990–1999
- 2002 Cosmos
- 2003 Odyssey: The Definitive Collection
- 2012 The Collection

### Albumy nagrane zAphrodite’s Child
- 1968 End of the World
- 1969 It’s Five O’Clock
- 1972 666 (The Apocalypse of John,13/18)
- 1980 Best of Aphrodite’s Child
- 1995 Aphrodite’s Child's Greatest Hits
- 1996 The Complete Collection (Aphrodite’s Child)

### Albumy nagrane w duecie jakoJon and Vangelis
- 1980 Short Stories
- 1981 The Friends of Mr Cairo
- 1983 Private Collection
- 1984 The Best of Jon and Vangelis
- 1991 Page of Life
- 1994 Chronicles

### Albumy nieoficjalne
- 1978 Hypothesis
- 1978 Dragon

Obydwa albumy to nagrania jam session z 1971 roku, wydane nielegalnie, bez wiedzy i zgody Vangelisa. Dobór i układ nagrań oraz ich tytuły są własną inwencją wydawcy albumów.
- 1995 Themes II (składanka)

### Współpraca
- 1977 Chinese Restaurant – Krisma
- 1979 Odes – Irene Papas
- 1979 Hibernation – Krisma
- 1986 Rapsodies – Irene Papas
- 1986 Tra Due Sogni – Milva

### Ważniejsza filmografia
- 1966 5.000 psemmata
- 1970 Sex Power

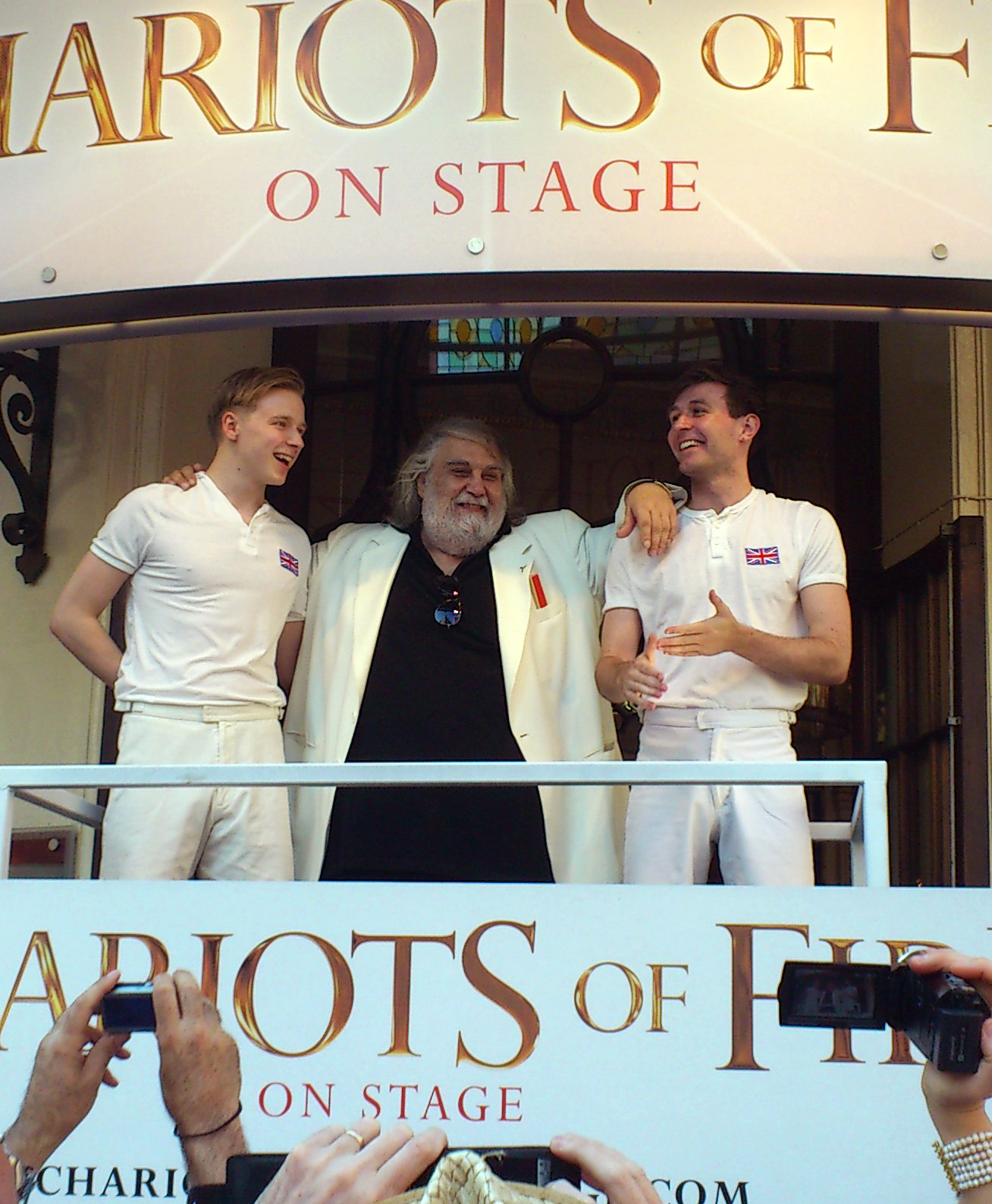
Vangelis z aktorami grającymi w scenicznej adaptacji Chariots of Fire (Rydwanów ognia) w londyńskim Gielgud Theatre, lipiec 2012.

- 1975 Entends-tu les chiens aboyer? (Ignacio)
- 1976 La Fête sauvage
- 1976 Ace Up My Sleeve
- 1979 Opera Sauvage
- 1981 Rydwany ognia (Chariots of Fire)
- 1982 Łowca androidów (Blade Runner)
- 1982 Zaginiony
- 1983 Nankyoku Monogatari (Antarctica)
- 1984 Bunt na Bounty (The Bounty)
- 1984 Sauvage et Beau
- 1989 Franciszek (Francesco)
- 1992 Gorzkie gody (Bitter Moon)
- 1992 The Plague
- 1994 1492. Wyprawa do raju
- 1995 De Nuremberg à Nuremberg
- 1996 Kawafis
- 1998 Microneurosurgery with video tapes – Spinal Space-Occupying Lesions, by dr. Stergios Tegos (Medical Publications, Konstandaras, Athens 1998)[5]
- 2004 Alexander
- 2007 El Greco
- 2008 Świadectwo